# Paranannopus arndwilleni
Paranannopus arndwilleni is een eenoogkreeftjessoort uit de familie van de Pseudotachidiidae. De wetenschappelijke naam van de soort is voor het eerst geldig gepubliceerd in 2005 door Willen.